# Septic Tank
A Septic Tank brit punkegyüttes, 1994-ben alakultak Coventryben. A zenekart a Cathedral énekese, Lee Dorrian alapította. (Dorrian korábban a Napalm Death énekese is volt.) Eredetileg 1994-től 1995-ig működtek, majd 2013-ban újra összeálltak a Cathedral feloszlása után. Korábbi dobosuk, Barry Stern 2005-ben elhunyt. (Stern továbbá tagja volt a Trouble és a Zoetrope nevű együtteseknek is.) A Septic Tank eddig egy EP-t és egy nagylemezt adott ki. Zenei hatásukként több együttest is megjelöltek, stílusuk pedig a hardcore punk,   crust punk, doom metal, 
 crossover thrash , thrashcore  és anarcho-punk műfajokba sorolható. 

## Tagok
- Lee Dorrian - ének (1994-1995, 2013-)
- Gaz Jennings - gitár (1994-1995, 2013-)
- Scott Carlson - basszusgitár (1994-1995, 2013-)
- Jaime Arellano - dob (2013-)

## Korábbi tagok
- Barry Stern - dob (1994-1995, 2005-ben elhunyt)

## Diszkográfia
- Septic Tank (EP, 2013)
- Rotting Civilization (album, 2018)